# Nadejda Mountbatten, Marchioness of Milford Haven

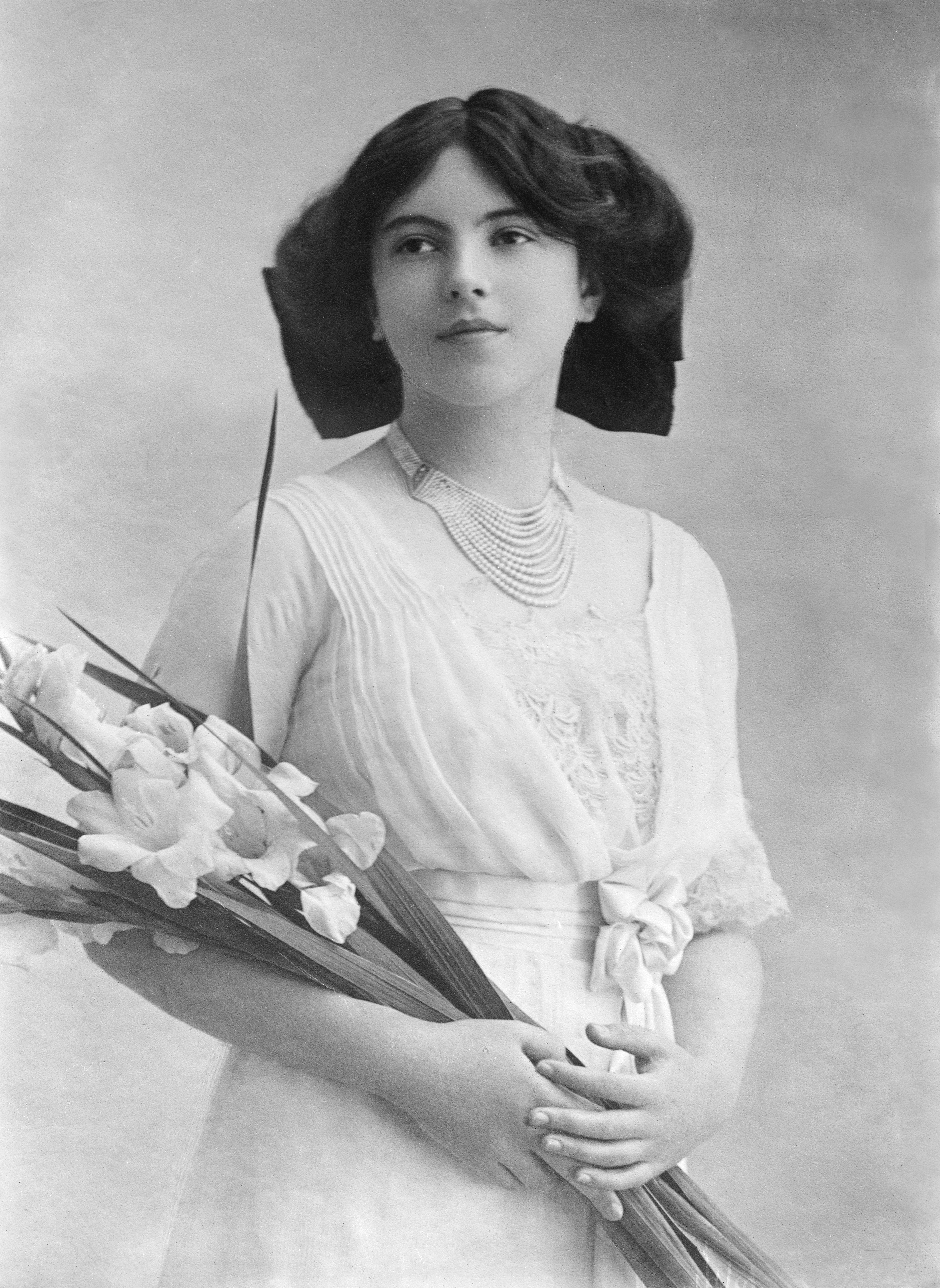
Nadeschda Michailowna Romanowa

Nadejda Mountbatten, Marchioness of Milford Haven (gebürtige Nadeschda Michailowna Romanowa, Gräfin de Torby, bzw. engl. Umschrift Nadejda Mikhailovna Romanova, Countess de Torby, * 28. März 1896 in London; † 22. Januar 1963 in Cannes) war ein Mitglied aus dem Hause Romanow-Holstein-Gottorp. Nach der Heirat gehörte sie der britischen Königsfamilie an.

## Leben
Nadejda war die zweite Tochter des russischen Großfürsten Michail Michailowitsch Romanow (1861–1929), zweiter Sohn des Großfürsten Michael Nikolajewitsch Romanow (1832–1909) und seiner Frau Prinzessin Cäcilie von Baden (1839–1891). Ihre Mutter war die Gräfin Sophie von Merenberg (1868–1927), Tochter des Prinzen Nikolaus von Nassau und der Natalie Alexandrowna Puschkina. Durch letztere, ihre Großmutter, war sie die Ur-Enkelin des russischen Nationaldichters Alexander Sergejewitsch Puschkin und eine Nachfahrin des afrikanischen Prinzen Abraham Petrowitsch Hannibal. Da ihr Vater eine sogenannte morganatische Ehe schloss, zog er das Missfallen seines Cousins (zweiten Grades) Zar Nikolaus II. zu und wurde außer Landes verbannt. Ihrer Mutter verlieh er den Titel einer Gräfin de Torby, den auch die Kinder erhielten.

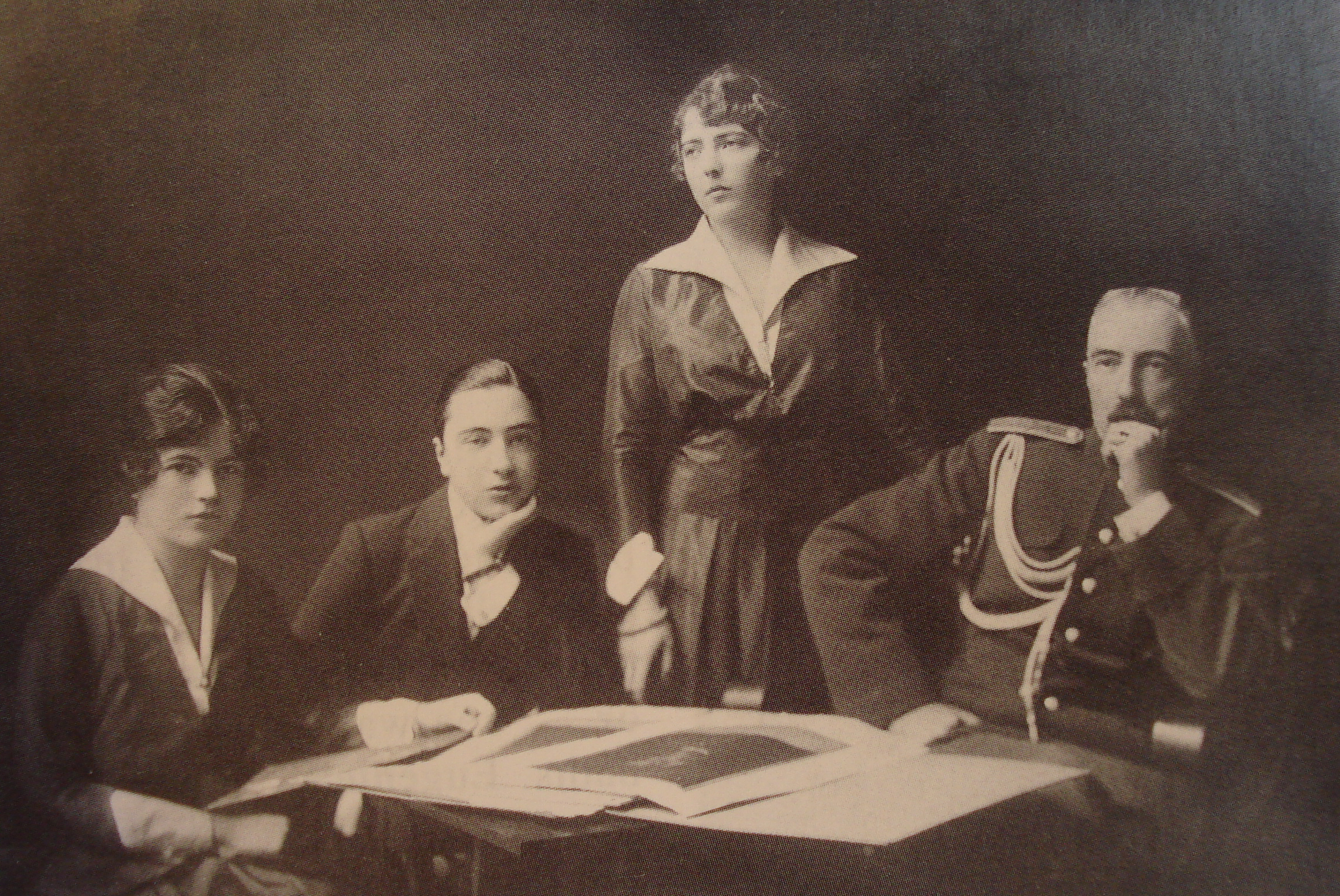
Von links nach rechts: Nadeschda Michailowna, Michael Michailowitsch, Anastasia Michailow und deren Vater Michail Michailowitsch Romanow

Am 15. November 1916 heiratete Nada, wie sie in der Familie genannt wurde, in London den Prinzen George von Battenberg (1892–1938), den ältesten Sohn von Prinz Ludwig Alexander von Battenberg und Prinzessin Viktoria von Hessen-Darmstadt. Ein Jahr später anglisierte die Familie ihren Namen in Mountbatten. Aus der Ehe gingen zwei Kinder hervor:
- Tatiana Elizabeth (1917–1988), unverheiratet
- David Michael (1919–1970)

⚭ 1950–1954 Romaine Dahlgren Pierce (1923–1975)
⚭ 1960–1970 Lady Janet Mercedes Bryce (* 1937)
Beim Sorgerechtsstreit zwischen Gloria Morgan-Vanderbilt (1904–1965) und deren Schwägerin Gertrude Vanderbilt Whitney (1875–1942) wurden Glorias Lebenswandel und wechselnde Liebschaften, darunter eine lesbische Beziehung mit Lady Nadja Mountbatten bekannt. Die Beziehung wurde zum Mittelpunkt einer vielbeachteten Gerichtsauseinandersetzung in den Vereinigten Staaten.

## Titel und Ehren
- 1896–1916 Gräfin Nadeschda Michailowna de Torby
- 1916–1917 Prinzessin George von Battenberg
- 1917 Nadejda Mikhailovna Mountbatten
- 1917–1921 Nadejda Mikhailovna, Countess of Medina
- 1921–1938 Nadejda Mikhailovna, Marchioness of Milford Haven
- 1938–1963 Nadejda Mikhailovna, The Dowager Marchioness of Milford Haven

## Erwähnenswertes
- Lady Nadejda war die Tante und Patentante von Prinz Philip Mountbatten, Duke of Edinburgh, Ehemann der britischen Königin Elisabeth II.